# Uber Cup 2012/Qualifikation Asien
Die Qualifikation zum Uber Cup 2012 des asiatischen Badminton-Kontinentalverbandes fand vom 13. bis zum 19. Februar 2012 in Macau statt.

## Mannschaftsaufstellungen
| Gruppe | Land                | Spieler |
| ------ | ------------------- | --- |
| W      | Volksrepublik China | Jiang Yanjiao, Li Xuerui, Liu Xin, Wang Lin, Zhao Yunlei, Tian Qing, Cheng Shu, Pan Pan, Zhong Qianxin, Bao Yixin                                                                                              |
| W      | Indien              | Saina Nehwal, P. V. Sindhu, Arundhati Pantawane, Sayali Gokhale, Jwala Gutta, Ashwini Ponnappa, Prajakta Sawant, Pradnya Gadre, Aparna Balan, Siki Reddy                                                       |
| W      | Malaysia            | Tee Jing Yi, Lydia Cheah Li Ya, Sannatasah Saniru, Yang Li Lian, Wong Pei Tty, Chin Eei Hui, Woon Khe Wei, Vivian Hoo Kah Mun, Goh Liu Ying, Lim Yin Loo                                                       |
| X      | Chinesisch Taipeh   | Cheng Shao-chieh, Tai Tzu-ying, Pai Hsiao-ma, Hung Shih-chieh, Chien Yu-chin, Cheng Wen-hsing, Hsieh Pei-chen, Wang Pei-rong, Chiang Kai-hsin, Tsai Pei-ling                                                   |
| X      | Singapur            | Gu Juan, Fu Mingtian, Chen Jiayuan, Xing Aiying, Liang Xiaoyu, Thng Ting Ting, Yao Lei, Shinta Mulia Sari, Vanessa Neo Yu Yan                                                                                  |
| X      | Vietnam             | Vũ Thị Trang, Lê Thu Huyền, Nguyễn Thị Sen, Nguyễn Thị Mai Anh, Phạm Như Thảo |
| Y      | Thailand            | Ratchanok Intanon, Porntip Buranaprasertsuk, Sapsiree Taerattanachai, Nitchaon Jindapol, Duanganong Aroonkesorn, Kunchala Voravichitchaikul, Savitree Amitrapai, Nessara Somsri, Saralee Thungthongkam         |
| Y      | Indonesien          | Adriyanti Firdasari, Maria Febe Kusumastuti, Lindaweni Fanetri, Bellaetrix Manuputty, Greysia Polii, Meiliana Jauhari, Nitya Krishinda Maheswari, Anneke Feinya Agustin, Liliyana Natsir, Shendy Puspa Irawati |
| Y      | Sri Lanka           | Thilini Jayasinghe, Renu Chandrika Hettiarachchige, Thilini Pramodika, Lekha Shehani, Kavindi Ishandika Sirimannage, Nadeesha Gayanthi                                                                         |
| Y      | Kasachstan          | Veronika Sorokina, Karina Suleyeva, Elizaveta Yakovleva, Ilyana Filipchuk |
| Z      | Japan               | Sayaka Sato, Eriko Hirose, Ai Goto, Minatsu Mitani, Mizuki Fujii, Reika Kakiiwa, Miyuki Maeda, Satoko Suetsuna, Mami Naito, Shizuka Matsuo                                                                     |
| Z      | Hongkong            | Yip Pui Yin, Chan Tsz Ka, Tse Ying Suet, Poon Lok Yan, Chan Hung Yung, Mong Kwan Yi, Cheung Ngan Yi, Chau Hoi Wah                                                                                              |
| Z      | Macau               | Wang Rong, Zhang Zhibo, Mak Ka Lei, Iao Mei Ha, Ieong Pek San, Albertina Eugenia de Assis, Mou Chon Ieng, Pun Si Pui, Tam Tek Nei, Long Ying                                                                   |

## Gruppenphase

### Gruppe W
| Platz | Land                | Spiele | gew. | verl. | Pkte. gew. | Pkte. verl. | Qualif. |
| ----- | ------------------- | ------ | ---- | ----- | ---------- | ----------- | ------- |
| 1     | Volksrepublik China | 2      | 2    | 0     | 9          | 1           | ja      |
| 2     | Malaysia            | 2      | 1    | 1     | 4          | 6           | ja      |
| 3     | Indien              | 2      | 0    | 2     | 2          | 8           |         |

### Gruppe X
| Platz | Land              | Spiele | gew. | verl. | Pkte. gew. | Pkte. verl. | Qualif. |
| ----- | ----------------- | ------ | ---- | ----- | ---------- | ----------- | ------- |
| 1     | Chinesisch Taipeh | 2      | 2    | 0     | 9          | 1           | ja      |
| 2     | Singapur          | 2      | 1    | 1     | 6          | 4           | ja      |
| 3     | Vietnam           | 2      | 0    | 2     | 0          | 10          |         |

### Gruppe Y
| Platz | Land       | Spiele | gew. | verl. | Pkte. gew. | Pkte. verl. | Qualif. |
| ----- | ---------- | ------ | ---- | ----- | ---------- | ----------- | ------- |
| 1     | Thailand   | 3      | 3    | 0     | 13         | 2           | ja      |
| 2     | Indonesien | 3      | 2    | 1     | 12         | 3           | ja      |
| 3     | Sri Lanka  | 3      | 1    | 2     | 5          | 10          |         |
| 4     | Kasachstan | 3      | 0    | 3     | 0          | 15          |         |

### Gruppe Z
| Platz | Land     | Spiele | gew. | verl. | Pkte. gew. | Pkte. verl. | Qualif. |
| ----- | -------- | ------ | ---- | ----- | ---------- | ----------- | ------- |
| 1     | Japan    | 2      | 2    | 0     | 9          | 1           | ja      |
| 2     | Hongkong | 2      | 1    | 1     | 5          | 5           | ja      |
| 3     | Macau    | 2      | 0    | 2     | 1          | 9           |         |

## Finalrunde
|  | Viertelfinale          | Viertelfinale          |  |  | Halbfinale             | Halbfinale             |                        |                        | Finale              | Finale              |
|  |                        |                        |  |  |                        |                        |                        |                        |                     |                     |
|  | 16. Februar 2012 13:30 |                        |  |  |                        |                        |                        |                        |                     |                     |
|  | Chinesisch Taipeh      | 3                      |  |  | 17. Februar 2012 13:30 | 17. Februar 2012 13:30 |                        |                        |                     |                     |
|  | Hongkong               | 1                      |  |  | Chinesisch Taipeh      | 0                      |                        |                        |                     |                     |
|  | 16. Februar 2012 18:30 | 16. Februar 2012 18:30 |  |  | Volksrepublik China    | 3                      |                        |                        |                     |                     |
|  | Volksrepublik China    | 3                      |  |  | 18. Februar 2012 18:30 | 18. Februar 2012 18:30 |                        |                        |                     |                     |
|  | Indonesien             | 0                      |  |  | Volksrepublik China    | 2                      |                        |                        |                     |                     |
|  | 16. Februar 2012 13:30 | 16. Februar 2012 13:30 |  |  |                        | Japan                  | 3                      |                        |                     |                     |
|  | Japan                  | 3                      |  |  | 17. Februar 2012 13:30 | 17. Februar 2012 13:30 |                        |                        |                     |                     |
|  | Singapur               | 0                      |  |  | Japan                  | 3                      | 18. Februar 2012 13:30 | 18. Februar 2012 13:30 |                     |                     |
|  | 18. Februar 2012 18:30 | 18. Februar 2012 18:30 |  |  | Thailand               | 2                      |                        |                        | Spiel um Platz drei | Spiel um Platz drei |
|  | Thailand               | 3                      |  |  |                        |                        | Chinesisch Taipeh      | 2                      |                     |                     |
|  | Malaysia               | 0                      |  |  |                        |                        |                        |                        | Thailand            | 3                   |

### Platz 5–8
| Platz | Land       | Spiele | gew. | verl. | Pkte. gew. | Pkte. verl. | Qualif. |
| ----- | ---------- | ------ | ---- | ----- | ---------- | ----------- | ------- |
| 1     | Indonesien | 3      | 3    | 0     | 14         | 1           | ja      |
| 2     | Singapur   | 3      | 2    | 1     | 6          | 9           |         |
| 3     | Hongkong   | 3      | 1    | 2     | 6          | 9           |         |
| 4     | Malaysia   | 3      | 0    | 3     | 4          | 11          |         |

## Endstand
| Platz | Land                | Qualif. |
| ----- | ------------------- | ------- |
| 1     | Japan               | ja      |
| 2     | Volksrepublik China | ja      |
| 3     | Thailand            | ja      |
| 4     | Chinesisch Taipeh   | ja      |
| 5     | Indonesien          | ja      |
| 6     | Singapur            |         |
| 7     | Hongkong            |         |
| 8     | Malaysia            |         |
| 9     | Indien              |         |
| 9     | Vietnam             |         |
| 9     | Sri Lanka           |         |
| 9     | Kasachstan          |         |
| 9     | Macau               |         |